# Округ Еш (Северна Каролина)
Еш (енгл. Ashe County) је округ у америчкој савезној држави Северна Каролина.

## Демографија
По попису из 2010. године број становника је 27.281, што је 2.897 (11,9%) становника више него 2000. године.
| Група             | 2000.          | 2010.          |
| Белци             | 23.440 (96,1%) | 25.420 (93,2%) |
| Афроамериканци    | 162 (0,7%)     | 161 (0,6%)     |
| Азијати           | 57 (0,2%)      | 105 (0,4%)     |
| Хиспаноамериканци | 590 (2,4%)     | 1.311 (4,8%)   |
| Укупно            | 24.384         | 27.281         |